# 日塔乌纳
日塔乌纳（葡萄牙語：Jitaúna）是巴西巴伊亚州的一个市镇。总面积332.805平方公里，总人口16871人，人口密度50.7人/平方公里。